# 히가시소노 사와코

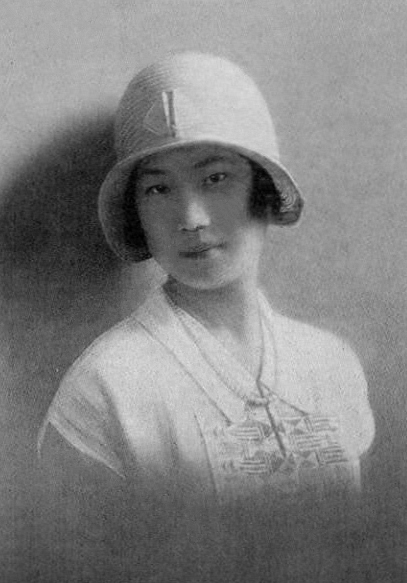
기타시라카와노미야 사와코 여왕 (1920년대)

히가시소노 사와코(東園佐和子)는 일본 제국의 구황족이다. 기타시라카와노미야 나루히사 왕의 제2왕녀이며 혼전 이름은 사와코 여왕(佐和子女王)이다. 히가시소노 모토후미 자작의 부인이다. 메이지 천황의 외손녀로서 모친은 나루히사 왕비 후사코 내친왕이다.